# Calodia pica
Calodia pica är en insektsart som beskrevs av Nielson 1982. Calodia pica ingår i släktet Calodia och familjen dvärgstritar. Inga underarter finns listade i Catalogue of Life.